# Crocallis obscura
Crocallis obscura là một loài bướm đêm trong họ Geometridae.